# Леб'яжка
Леб'я́жка (рос. Лебяжка) — село у складі Новосергієвського району Оренбурзької області, Росія.

## Населення
Населення — 77 осіб (2010; 66 у 2002).
Національний склад (станом на 2002 рік):
- росіяни — 89 %